# Sacristía de Il Gesú

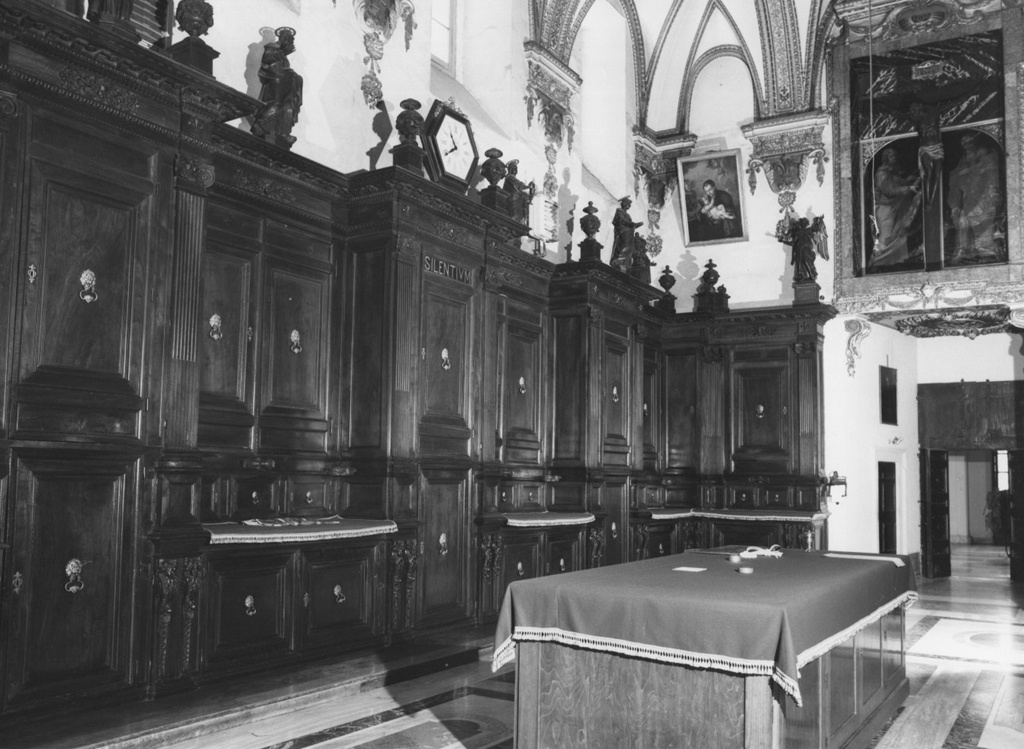
Vista parcial de los pies de la sacristía.

La sacristía de la iglesia de Il Gesú es un espacio de notable importancia artística, situado en este templo parte de la antigua Casa Profesa de la Compañía de Jesús en Roma e iglesia matriz de la orden.

## Historia
Se construyó bajo patronato del mismo patrono de la iglesia, el cardenal Eduardo Farnesio. Este prelado puso la primera piedra de la sacristía el 18 de junio de 1626.El diseño de la estancia se debió a Girolamo Rainaldi.

## Descripción
La sacristía cuenta con una planta rectangular (25 metros de largo por unos 12 metros de ancho) y se dispone en paralelo al crucero sur de la iglesia.
En su cabecera (testero este) cuenta con un hueco en el muro que sirve para albergar una capilla con un altar que preside la sacristía, con un óleo de San Ignacio por Anibale Carracci. En este mismo testero de la sacristía, a ambos lados de la citada capilla hay dos frescos representando episodios de la Pasión por el pintor Giovanni Lanfranco.
La parte inferior del espacio se encuentra guarnecida de ricas cajonerías de nogal macizo, profusamente decoradas e incluyendo estatuas de los doce apóstoles decoradas con tintes broncíneos.
Su techumbre cuenta con dos óculos que dan luz al espacio. La bóveda se encuentra decorada por un fresco de Agostino Ciampelli, representando la Adoración del Santísimo Sacramento.

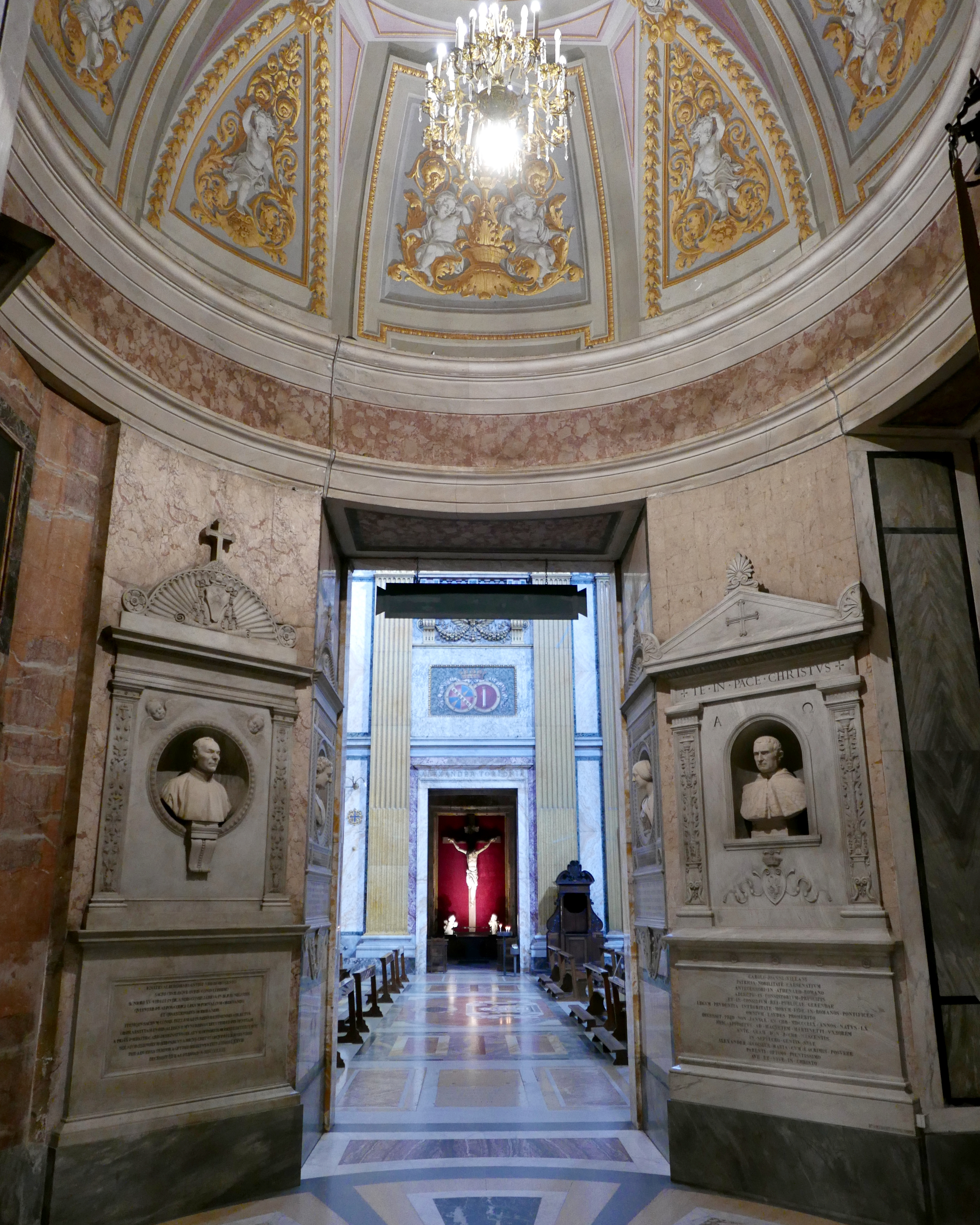
Vista parcial de la antesacristía hacia la nave de la iglesia.

La sacristía se encuentra precedida de un espacio denominado antesacristía de gusto neoclásico que cuenta con un monumento en honor del cardenal Giuseppe Alberghini.Asimismo, la antesacristía alberga otros monumentos fúnebres  neoclásicos dedicados a Clara Colonna, la escocesa Carolina Monteith, el conde Giovanni Villani  y monseñor Ignacio Alberghini.